# 関口孝五郎

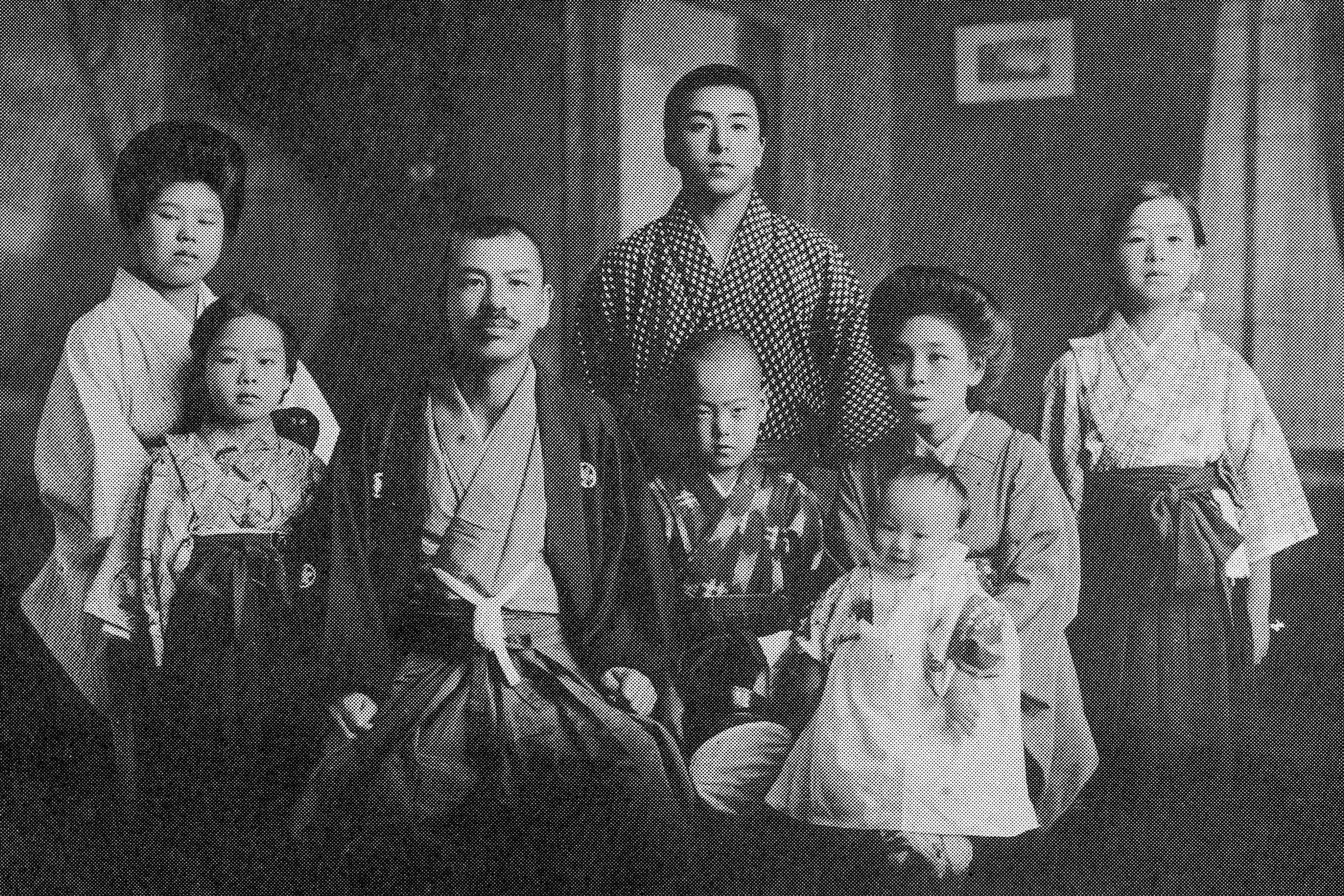
関口孝五郎と家族。紋付を着た人物が孝五郎、その右後ろが林五郎、林五郎の前が恒五郎。

関口 孝五郎（せきぐち こうごろう、明治5年11月14日〈1872年12月14日〉 - 1953年〈昭和28年〉6月6日）は、明治から昭和にかけての日本の柔道家、柔道整復師。柔道範士、講道館八段を有し、群馬県の柔道の先駆者となった。長男・林五郎、次男・恒五郎はともに柔道八段。

## 生涯
明治5年（1872年）、群馬県西群馬郡中郷村（現・渋川市中郷）の農家に、父儀平治、母タケの長男として生まれる。1877年（明治15年）、渋川町の田子亀之丞に入門し、荒木霞新流柔術を習った。1896年（明治29年）に上京し、講道館に入門。
1900年（明治33年）に群馬県に帰り、前橋市曲輪町（現・千代田町）に嘉納治五郎命名による道場・弘道館を開く。群馬師範学校、旧制前橋中学校、群馬県巡査教習所、武徳会群馬県支部などでも柔道の指導にあたった。
また整骨師を業とし、1922年（大正11年）に群馬県接骨師会を結成し初代会長に就任した。
1941年（昭和16年）柔道範士となり、1949年（昭和24年）講道館八段に昇段した。
1953年（昭和28年）、82歳で死去。法名は弘道院殿孝誉積柔大居士、墓所は渋川市中郷の関口家墓地。群馬県スポーツセンターに頌徳碑が建立されている。

## 家族
- 父・儀平治
- 母・タケ
  - 先妻・セイ - 石山源四郎の次女として1876年（明治9年）2月12日、西群馬郡豊秋村大字行幸田（現・渋川市行幸田）に生まれる[5]。1897年（明治30年）に孝五郎と結婚したが、1915年（大正4年）1月10日に死去[5]。
    - 長男・林五郎 - 医師（群馬県医師会長）、柔道八段、群馬県体育協会会長、群馬県公安委員長。
    - 長女・ヒサ
    - 次女・ミツ
    - 次男・恒五郎 - 医師（渋川市医師会長）、柔道八段、群馬県体育協会会長、全日本柔道連盟副会長。
    - 三女・ハヤ（早世）

  - 後妻・ふで - 前田留造の五女として前橋市市之坪町に生まれる。1916年（大正5年）に孝五郎と結婚し、1965年（昭和40年）6月1日に死去[6]。
    - 四女・タカ
    - 三男・義五郎 - 医師（高崎市医師会長）、柔道六段。
    - 五女・英子（早世）
    - 四男・洋五郎 - 柔道整復師、柔道五段。

## 弟子
- 伊藤顕道[4] - 参議院議員、講道館八段。
- 羽生田進[4] - 衆議院議員。
- 田島行一[4] - 群馬県柔道連盟副会長、講道館八段。
- 永井寿雄[4] - 日本柔道整復師会副会長、群馬県柔道連盟理事長、講道館八段。

## 関連人物
- 篠原秀吉